# Torre de Urbina de Basabe
La Casa Troncal de Urbina Base, conocida en Valle de Cuartango simplemente como la torre, se localiza en el pueblo de Urbina de Basabe, dentro del Municipio de Cuartango, en Álava. Su edificación data de la época bajo medieval y tenía un carácter religioso, militar, administrativo y residencial.

## Orígenes
Se trata de un bloque arquitectónico con una torre defensiva y un monasterio en honor a San Pedro, de corte románico, cuyos orígenes se remontan al siglo XII, por el conde don García de Mendoza y su esposa, sobre los vestigios de otra edificación, que bien pudiera haber sido en su origen una villa bajo-imperial según lo demuestran los restos de: pavimentos, cerámicas, pilotillos y viguetas de un hipocausto, etc. de factura romana, que se han encontrado entre los cimientos.[cita requerida]
Una de sus partes más importantes, el retablo mayor, de principios del siglo XVII, destaca por una imagen medieval de Andra Mari. Otras partes de la estructura son la torre defensiva adosada al edificio. A partir de mediados del siglo XV, la Casa Torre adquirió su imagen actual, añadiendo más tarde una espadaña, símbolo del valle de Kuartango que otorga una identidad propia al templo.

## Estado de conservación
Es una edificación, de propiedad privada, fue restaurada por la Diputación Foral de Álava, y hoy por hoy, constituye un servicio del Ayuntamiento de Cuartango que gestiona la Asociación de Amigos de la Casa Troncal de Urbina de Basabe.
En época estival o concertando visitas se puede visitar tanto el centro de interpretación existente en la misa de la Batalla de Andagoste así como una exposición etnográfica sobre las costumbres y usos tradicionales del Valle de Cuartango.